# Terry Dischinger
Terry Gilbert Dischinger (Anderson (Indiana), 21 november 1940 – Lake Oswego (Oregon), 9 oktober 2023) was een Amerikaans basketballer. Hij won met het Amerikaans basketbalteam de gouden medaille op de Olympische Zomerspelen 1960.
Dischinger speelde voor het team van de Purdue-universiteit en de Peoria Caterpillars, voordat hij in 1960 zijn NBA-debuut maakte bij de Chicago Zephyrs. In totaal speelde hij 9 seizoenen in de NBA. Tijdens de Olympische Spelen speelde hij 8 wedstrijden, inclusief de laatste wedstrijd tegen Italië. Gedurende deze wedstrijden scoorde hij 90 punten.
Na zijn carrière als speler was hij werkzaam als orthodontist. In 2010 werd het volledige Olympische team van 1960 toegevoegd aan de Basketball Hall of Fame.
Dischinger overleed in oktober 2023 op 82-jarige leeftijd aan complicaties van de ziekte van Alzheimer.
3 Jerry West · 
4 Walt Bellamy · 
5 Bob Boozer · 
6 Terry Dischinger · 
7 Burdette Haldorson · 
8 Darrall Imhoff · 
9 Allen Kelley · 
10 Lester Lane · 
11 Jerry Lucas · 
12 Adrian Smith · 
13 Jay Arnette · 
14 Oscar Robertson · 
Coach Pete Newell